# عيوة (رماة)
'

تعديل مصدري - تعديل

عيوة هي إحدى قرى عزلة رماة بمديرية رماة التابعة لمحافظة حضرموت، بلغ تعداد سكانها 131 نسمة حسب تعداد اليمن لعام 2004.